# Joseph Ernest Ménétrier
Ne doit pas être confondu avec Ferdinand-Léon Ménétrier.
Joseph Ernest Ménétrier, dit Josome Hodinos, né le 21 septembre 1853 dans l'ancien 6e arrondissement de Paris et mort le 2 février 1905 à l'hôpital de Ville-Évrard de Neuilly-sur-Marne, est un graveur et dessinateur français.

## Biographie
Né en 1853 à Paris, Joseph Ménétrier est très jeune orphelin de père : son nom d'artiste « Hodinos », en grec « [fils] de personne », est peut-être une allusion à cet état. Il est élève à l’École royale spéciale de dessin et de mathématiques appliquées aux arts mécaniques, puis en 1874, à l’École des beaux-arts.
En 1876, il est interné à l'hôpital de Ville-Évrard, où il exécute de nombreux dessins. Il y vit presque trente ans et y meurt en 1905.

## Œuvre

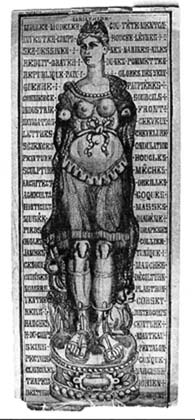
Femme debout.
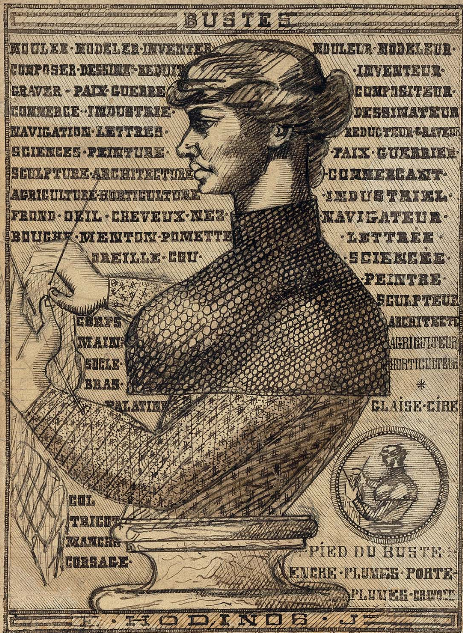
Buste.

### Ventes aux enchères
- Paris, Tajan le 20 décembre 2006, lot 161 à168.
- Paris, Tajan le 18 mai 2006, lot 201 à 208.
- Paris, Tajan le 18 novembre 2005, lot 172 à 176.
- Paris, Tajan le 6 octobre 2004, vente Hommage à Julien Levy, lot 450 & 451.
- Christie's New York, 27 janvier 2003, 20th Century Self-Taught and Outsider Art featuring Works from the Robert M. Greenberg Collection, lot no 32